# Alexandre de Prusse
Le prince Frédéric Guillaume Louis Alexandre de Prusse (21 juin 1820-4 janvier 1896) est l'aîné des enfants du prince Frédéric de Prusse et de son épouse, la princesse Louise d'Anhalt-Bernbourg. 

## Biographie
Alexander est le fils aîné de Frédéric de Prusse (1794–1863) et de Wilhelmine-Louise d'Anhalt-Bernbourg (1799–1882). Son frère est Georges de Prusse. Dans la maison de son père, qui vit dans le château de Jägerhof en tant que commandant de division à Düsseldorf, il reçoit une éducation du professeur privé Hermann Altgelt (de).

### Carrière militaire
Comme tous les princes de la maison royale, il est employé comme sous-lieutenant dans l'armée prussienne à l'âge de dix ans, mais sans avoir de service actif. En tant que colonel, Alexander est à partir du 23 juin 1851 premier commandant du 3e bataillon du 1er régiment de la Garde dans la Landwehr. Il continue à s'élever au sein de l'armée jusqu'à ce qu'il soit finalement promu général de l'infanterie le 25 juin 1864. Entre temps, il est fait le 23 décembre 1852 Grand-croix de l'ordre de Saint-Étienne de Hongrie et chevalier de l'ordre de Saint-Hubert en août 1860. De plus, le roi Guillaume Ier le nomme chef du 16e régiment d'infanterie le 18 octobre 1861. Il est attaché au quartier général du prince héritier Frédéric pendant la guerre austro-prussienne. Pendant la matinée de la bataille décisive de Sadowa, un récit humoristique raconte qu"alors qu'il est sur son cheval, il s'enfuit; Alexandre est retrouvé plus tard dans l'après-midi assis sur le cheval dans un bois voisin, déclarant que son cheval a insisté pour y aller. 
Il sert comme général d'infanterie dans l'armée prussienne. En janvier 1873, il est chef du deuxième régiment de grenadiers de la Garde dans la Landwehr.

## Dernières années
En 1891, Alexandre achève sa cure à Marienbad et s'embarque pour Ostende pendant trois à quatre semaines. 

Une figure contemporaine raconte un jour que:
«La disposition charitable du prince Alexandre de Prusse, le cousin de l'empereur... est si connue et souvent si sollicitée à Berlin, que son secrétaire doit acquérir une grande expérience pour répondre aux questions de mendicité. Il passe la plus grande partie de l'année en Suisse et au château de Rheinstein, son château sur le Rhin ".
Voyageant en Suisse, Alexandre aime rester sous le titre de Comte de Tecklembourg. Il est décrit comme un " piéton extraordinaire", car il "accomplit en douze heures ce que le meilleur marcheur de la vallée met seize heures à exécuter". En novembre 1852, Alexandre va rendre visite à sa très malade amie la duchesse d'Orléans dans sa propriété de Lausanne, en Suisse, bien qu'elle survécut encore six ans. 

### Mort et héritage
À la fin de décembre 1895, Alexander est «gravement malade».  Il meurt à onze heures moins le quart le 4 janvier 1896 après avoir souffert pendant quelque temps. L'Empereur et l'Impératrice sont à son chevet lorsqu'il meurt. Le 9 janvier, les funérailles d'Alexandre ont lieu dans la cathédrale de Berlin. Des membres de la cour impériale sont présents, dont l'empereur et l'impératrice, l'impératrice douairière Victoria, ainsi que des membres du corps diplomatique et du Bundesrat, et un certain nombre de généraux de l'armée allemande. Sa mort met la cour de Berlin en deuil pendant un mois, ce qui modifie les fonctions de la saison et les festivités de la cour prévues. Les excursions de chasse organisées à l'avance pour le mois sont également annulées. Certains membres de son entourage reçoivent des héritages assez importants, mais le reste de sa succession passe à son jeune frère le prince Georges de Prusse, et après sa mort, au filleul d'Alexandre, le prince Oscar de Prusse.

Dans son ouvrage de 1915 Souvenirs de quarante ans, Catherine Radziwill rappelle que:
«[Le prince Alexandre], bien que pas trop intelligent, aimait beaucoup la société, la société féminine en particulier. Je me souviens qu'un jour, chez ma belle-mère, il a réussi à leurrer dans une pièce vide une certaine madame von Wildenbruch, épouse d'un fils illégitime du prince Louis-Ferdinand de Prusse, et s'est mis à l'embrasser avec ferveur, à la stupéfaction et la colère extrêmes de la dame en question, qui, il faut le dire, avait alors presque soixante-dix ans ".
Bien qu'il ne se soit jamais marié, une autre source déclare qu'Alexandre avait proposé le mariage à toutes les femmes qu'il avait rencontrées, "peu importe si elle était princesse ou blanchisseuse, octogénaire ou jeune fille, mariée ou célibataire".

## Honneurs
Il a reçu les ordres et décorations suivantes :
- Royaume de Prusse:
  - Chevalier de l'ordre de l'Aigle noir, 21 juin 1830[8] ; avec collier, 1838
  - Grand-croix de l'ordre de l'Aigle rouge, avec couronne, feuilles de chêne et épées
  - Chevalier de 1re classe de l'ordre de la Couronne (Prusse)
  - Grand commandeur de l'ordre de Hohenzollern
- Duché d'Anhalt: Grand-croix de l'ordre d'Albert l'Ours, 27 juin 1865[9]
- Grand-duché de Bade[10] :
  - Chevalier de l'ordre de la Fidélité (Bade), 1856
  - Grand-croix de l'ordre du Lion de Zaeringen, 1856
- Royaume de Bavière: Chevalier de l'ordre de Saint-Hubert (Bavière), 1860[11]
- Belgique: Grand cordon de l'ordre de Léopold (militaire), 25 avril 1867[12]
- Duché de Saxe-Cobourg et Gotha  Duché de Saxe-Altenbourg  Duché de Saxe-Meiningen: Grand-croix de l'ordre de la Maison ernestine de Saxe, 1859[13]
- Royaume de Hanovre: Chevalier grand-croix de l'ordre royal des Guelfes, 1847[14]
- Grand-duché de Hesse: Grand-croix de l'ordre de Louis de Hesse
- Principauté de Hohenzollern-Sigmaringen  Principauté de Hohenzollern-Hechingen: Croix d'honneur de l'ordre de Hohenzollern, 1re classe avec épées
- Grand-duché de Mecklembourg-Schwerin  Grand-duché de Mecklembourg-Strelitz: Grand-croix de l'ordre de la Couronne de Wende, avec couronne en or
- Grand-duché d'Oldenbourg: Grand-croix de l'ordre du Mérite du duc Pierre-Frédéric-Louis, avec couronne en or et collier
- Empire russe:
  - Chevalier de l'ordre de Saint-André
  - Chevalier de l'ordre de Saint-Alexandre Nevski
  - Chevalier de l'ordre de l'Aigle blanc (Russie impériale)
  - Chevalier de l'ordre de Sainte-Anne de 1re classe
  - Chevalier de l'ordre de Saint-Stanislas de 1re classe